# Aprobant
Aprobant (decernent) – (pojęcie kancelaryjno-archiwistyczne) – urzędnik mający prawo rozstrzygania o treści i formie pisma, wychodzącego z kancelarii, czyli prawo zatwierdzania tekstów zob. minut (które niekoniecznie będzie później podpisywał w czystopisie).
Urzędnik wyższej rangi to starszy aprobant (niem. Hauptsachbearbeiter), w hierarchii służbowej po kierowniku referatu.